# Gais 1939/1940
Fotbollsklubben Gais spelade säsongen 1939/1940 i Division II Västra. På grund av andra världskrigets utbrott och de därpå följande många inkallelserna till militär och beredskapsarbete präglades serien av reserv- och juniorbetonade representationslag. Gais slutade trea i serien och fick därmed fortsätta i Division II även nästa säsong.
Inget cupspel genomfördes denna säsong.

## Division II Västra
Inför säsongen tappade Gais Henry Andersson till Hammarby IF, som gått upp i allsvenskan till denna säsong. I övrigt präglades säsongen av utbrottet av andra världskriget, vilket gjorde att många ordinarie spelare i samtliga lag kallades in till militärtjänst eller beredskapsarbete. Bland de många debutanterna denna säsong märks Bertil Sernros, som då ännu gick under namnet Bertil Johansson.
Gais inledde säsongen med en 1–3-förlust borta mot nyss nedflyttade Degerfors IF. Efter en oväntad storförlust med 0–4 borta mot nyuppflyttade Skara IF i början av september tappade Gais tätkänningen, och förhoppningarna om att vinna serien och återvända till allsvenskan var inte goda. Under vårsäsongen hade man knappt några ordinarie spelare tillgängliga på grund av inkallelser, och eftersom det dessutom var dåliga tider överlag i samhället, med hög arbetslöshet, uteblev även publiken. Gais slutade säsongen på tredje plats, klart distanserade av ett överlägset Degerfors och med Karlskoga IF en poäng före sig i tabellen.
Under säsongen tog Gais sin största seger någonsin i seriespel, då man den 28 april 1940 slog IF Örnen med 12–0. Matchen innebar även ett annat rekord, då det var den hemmamatch som lockade allra minst publik, endast 311 åskådare. Det låga publikantalet var inte så konstigt, då serien redan var avgjord och folk hade annat att tänka på i och med att Tyskland bara två veckor tidigare hade invaderat Norge och Danmark.

### Tabell
| Nr | Lag              | S  | V  | O | F  | GM | IM | MS  | P  |
| -- | ---------------- | -- | -- | - | -- | -- | -- | --- | -- |
| 1  | Degerfors IF (N) | 18 | 16 | 0 | 2  | 69 | 14 | +55 | 32 |
| 2  | Karlskoga IF     | 18 | 10 | 2 | 6  | 51 | 26 | +25 | 22 |
| 3  | Gais             | 18 | 9  | 3 | 6  | 48 | 31 | +17 | 21 |
| 4  | Skara IF (U)     | 18 | 10 | 1 | 7  | 41 | 29 | +12 | 21 |
| 5  | Varbergs BoIS    | 18 | 9  | 1 | 8  | 44 | 33 | +11 | 19 |
| 6  | Tidaholms GIF    | 18 | 8  | 3 | 7  | 33 | 37 | −4  | 19 |
| 7  | Deje IK          | 18 | 6  | 3 | 9  | 32 | 37 | −5  | 15 |
| 8  | Billingsfors IK  | 18 | 7  | 1 | 10 | 28 | 39 | −11 | 15 |
| 9  | Jonsereds IF     | 18 | 4  | 5 | 9  | 34 | 51 | −17 | 13 |
| 10 | IF Örnen (U)     | 18 | 1  | 1 | 16 | 15 | 98 | −83 | 3  |

### Seriematcher
| Lag             | Hemma | Borta |
| --------------- | ----- | ----- |
| Degerfors IF    | 1–5   | 1–3   |
| Karlskoga IF    | 3–1   | 1–3   |
| Skara IF        | 0–4   | 0–4   |
| Varbergs Bois   | 1–1   | 3–4   |
| Tidaholms GIF   | 1–1   | 3–3   |
| Deje IK         | 4–1   | 4–1   |
| Billingsfors IK | 2–0   | 1–0   |
| Jonsereds IF    | 1–0   | 2–0   |
| IF Örnen        | 12–0  | 8–0   |

## Spelarstatistik

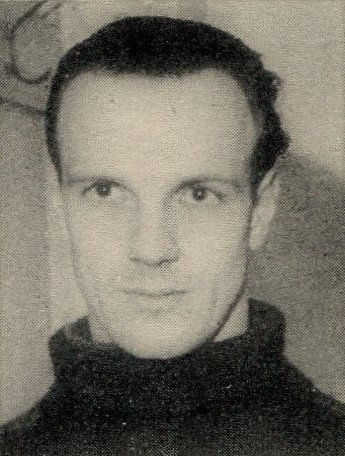
Bertil Sernros, vid den här tiden ännu Johansson, debuterade för Gais under säsongen.

På grund av inkallelser i beredskapstjänst tvingades Gais till stor rotation bland spelarna, och många juniorer fick debutera. För två av spelarna i statistiken har till och med förnamnet gått förlorat.
| Spelare             | Matcher | Mål |
| ------------------- | ------- | --- |
| Gustaf Andersson    | 17      | 1   |
| Sven Jacobsson      | 15      | 13  |
| Göte Sjösten        | 14      | 10  |
| Rune Östling        | 14      | 6   |
| Erik Angren (mv)    | 12      |     |
| Folke Lind          | 12      |     |
| Bertil Lundgren     | 11      | 5   |
| Åke Schön           | 11      | 3   |
| Erland Samuelsson   | 11      |     |
| Gösta Zander        | 11      |     |
| Helmer Lundgren     | 10      | 4   |
| Holger Jernsten     | 7       | 1   |
| Carl Nilsson        | 7       |     |
| Gunnar Andersson    | 6       | 2   |
| Bertil Johansson    | 6       |     |
| Kurt Lindqvist (mv) | 6       |     |
| Ture Augustsson     | 5       |     |
| Arne Gustafsson     | 5       |     |
| Rolf Gustafsson     | 4       |     |
| Stig Hillén         | 4       |     |
| Holger Gustavsson   | 3       | 3   |
| Carl Johnsson       | 3       |     |
| Adolfsson           | 1       |     |
| Sven Magnusson      | 1       |     |
| Rasmusson           | 1       |     |